# Charkiv-Levada
Charkiv-Levada (ukrajinsky Харків-Левада) je druhá největší železniční stanice v Charkově, která se nachází ve čtvrti Levada, nedaleko stanice metra Prospekt Haharina. Zastávka leží na trati Osnova - Charkiv-Levada.

## Historie
Stanice vznikla v roce 1911 pod názvem Severodoněcká stanice. Vypravovali zde vlaky do Mykytivky, Rodakova a Lhova.
V 60. letech 20. století byla již jako stanice Charkiv-Levada elektrizována. Roku 1966 byl otevřen první úsek metra v Charkově, poblíž stanice byla otevřena stanice metra Prospekt Haharina. Z staniční budovy byla otevřena podzemní chodba do stanice metra.
Teď[kdy?] ze stanice jezdí vlaky do obcí Balaklija, Hrakovo, Zoločiv, Izjum, Liman, Ljubotyn, Merčyk, Savynci a Šebelinka.